# Afroneta longipalpis
Espèce
Afroneta longipalpis est une espèce d'araignées aranéomorphes de la famille des Linyphiidae.

## Distribution
Cette espèce est endémique de La Réunion.

## Publication originale
- Ledoux & Attié, 2008 : Un nouveau Mynogleninae de l'île de La Réunion et sa signification biogéographique (Araneae, Linyphiidae). Revue Arachnologique, vol. 17, p. 35-42.